# Championnat du Swaziland de football 1992
Navigation
Édition 1996
La saison 1992 du Championnat du Swaziland de football est la dix-septième édition de la Premier League, le championnat national de première division au Swaziland. Les douze équipes engagées sont regroupées au sein d'une poule unique où elles affrontent deux fois leurs adversaires, à domicile et à l'extérieur. Le système de promotion-relégation n'est pas connu.
C'est le tenant du titre, le club de Mbabane Highlanders qui remporte à nouveau la compétition cette saison après avoir terminé en tête du classement, avec un seul point d'avance sur Denver Sundowns et six sur Manzini Wanderers. C'est le huitième titre de champion du Swaziland de l'histoire du club.

## Participants
- Mbabane Highlanders
- Denver Sundowns
- Manzini Wanderers
- Royal Leopards
- Mhlume FC
- Mhlambanyatsi Rovers
- Moneni Pirates
- Mbabane Swallows
- Mbabane City FC
- Dribbling Wizards FC
- Bhunya Black Aces FC
- Mhlume Peacemakers

## Compétition

### Classement
Le classement est établi sur le barème de points suivant : victoire à 2 points, match nul à 1, défaite à 0.
| Rang | Équipe               | Pts | J  | G  | N | P  | Bp | Bc | Diff |
| ---- | -------------------- | --- | -- | -- | - | -- | -- | -- | ---- |
| 1    | Mbabane HighlandersT | 33  | 22 | 15 | 3 | 4  | 51 | 24 | +27  |
| 2    | Denver SundownsC     | 32  | 22 | 14 | 4 | 4  | 49 | 25 | +24  |
| 3    | Manzini Wanderers    | 27  | 22 | 10 | 7 | 5  | 43 | 24 | +19  |
| 4    | Moneni Pirates       | 26  | 22 | 10 | 6 | 6  | 42 | 23 | +19  |
| 5    | Royal Leopards       | 26  | 22 | 10 | 6 | 6  | 33 | 24 | +9   |
| 6    | Mhlume FC            | 23  | 22 | 9  | 5 | 8  | 32 | 29 | +3   |
| 7    | Dribbling Wizards FC | 20  | 22 | 6  | 8 | 8  | 28 | 28 | 0    |
| 8    | Mhlambanyatsi Rovers | 19  | 22 | 6  | 7 | 9  | 30 | 36 | -6   |
| 9    | Mbabane City FC      | 19  | 22 | 6  | 7 | 9  | 27 | 29 | -2   |
| 10   | Mbabane Swallows     | 17  | 22 | 5  | 7 | 10 | 23 | 34 | -11  |
| 11   | Bhunya Black Aces FC | 15  | 22 | 6  | 3 | 13 | 28 | 54 | -26  |
| 12   | Mhlume Peacemakers   | 7   | 22 | 1  | 5 | 16 | 19 | 62 | -43  |

|  | Qualification pour la Coupe des clubs champions africains 1993 |
|  | Qualification pour la Coupe des Coupes 1993                    |
|  | Qualification pour la Coupe de la CAF 1993                     |
|  | T : Tenant du titre C : Vainqueur de la Coupe du Swaziland     |

## Bilan de la saison
| Championnat du Swaziland de football 1992                             |                                |
| Champion                                                              | Mbabane Highlanders (8e titre) |
| Coupes et trophées                                                    |                                |
| Vainqueur de la Coupe du Swaziland 1992                               | Denver Sundowns                |
| Qualifications continentales                                          |                                |
| Coupe des clubs champions africains 1993                              | Mbabane Highlanders            |
| Coupe des Coupes 1993                                                 | Denver Sundowns                |
| Coupe de la CAF 1993                                                  | Manzini Wanderers              |
| Promotions et relégations                                             |                                |
| Promus en Premier League                                              | Inconnus                       |
| Relégués en Championnat du Swaziland de football de deuxième division | Inconnus                       |